# Vettius Rufinus
 (juin 2016).
Vettius Rufinus (fl. 323) est un homme politique de l'Empire romain.

## Vie
Vettius Rufinus est le fils de Gaius Vettius Cossinius Rufinus et de sa femme Petronia Probiana.
Il fut consul en 323.
Il était peut-être marié avec une Agoria[Qui ?]. Il est le père de Vettius Agorius Praetextatus.